# Bonnie's Kitchen ＃2
『Bonnie's Kitchen ＃2』（ボニーズ・キッチン・ナンバーツー）は、2000年1月19日に発売されたBONNIE PINKのベスト・アルバムである。発売元はポニーキャニオン。CDコードはPCCA-01405。

## 概要
BONNIE PINKの移籍（ワーナーミュージック・ジャパンへ）に伴い『Bonnie's Kitchen ＃1』に続き、発売されたベスト・アルバム。過去の英語詞の作品のみ収録し、アルバム未収録曲、レアテイクを含めた全14曲収録。本作も本人の意向ではなく移籍に伴いリリースされた、いわゆる「非公式ベスト・アルバム」。

## 収録曲
1. Evil And Flowers(piano version)
2. Forget Me Not
3. Hickey Hickey
4. Silence
5. Friends, Aren't We?
6. Only For Him
7. Melody
8. Quiet Life
9. Meddler
10. Mad Afternoon
11. Get In my Hair
12. The Last thing I Can Do
13. BLACKBIRD （bonus track）
（作詞･作曲：ジョン・レノン/ポール・マッカートニー）
ビートルズのカバー曲。ジョージ・マーティンのアルバム『In My Life』日本盤に収録。
14. We've Gotta Find A Way Back To Love （bonus track）
Freda Payneのカバー曲。シングル「surprise!」に収録。